# Лограто
Лограто (итал. Lograto, ломб. Logràt / Lugràt) — коммуна в Италии, в провинции Брешиа области Ломбардия.
Население составляет 2907 человек, плотность населения составляет 240,25 чел./км². Занимает площадь 12,1 км². Почтовый индекс — 25030. Телефонный код — 030.
Покровителем населённого пункта считается святой Иоанн Креститель. Праздник ежегодно празднуется 24 июня.